# Johan Printzensköld
Johan Printzensköld (født 1615, død 8. december 1658), var en svensk guvernør på Bornholm i 1658, efter Freden i Roskilde, hvor Sverige fik Skånelandene inklusive Bornholm. Bornholm kom tilbage til Danmark ved Freden i København 1660. Printzensköld boede på Hammershus som guvernør.

## Liv
Printzensköld var søn af præsten Jakob Printz og blev 1645 adlet for at have reddet kongen under trediveårskrigen. Efter freden 1648 blev han forfremmet til oberst, og den 28. marts 1658 blev han udnævnt til guvernør på det nyvundne Bornholm, hvortil han ankom med en styrke på 120 mand den 29. april. 

## Død
Den strenghed, hvormed det svenske herredømme blev udøvet og især de udskrivninger af krigsfolk, som Printzensköld foretog, vækkede et voldsomt had imod ham. Han bad forgæves om forstærkninger, og da han tog til Rønne for at fremskynde forstærkningernes ankomst, blev han den 8. december overfaldet af en gruppe borgere og skudt af Villum Clausen.
Myten om et efterfølgende blodbad ("svineslagtningen") på svenskerne på øen er et senere påfund, bl.a. populariseret i J.C. Urnes 148 vers lange Printzensköldvise. 
3 svenskere – herunder Printzensköld – blev dræbt i forbindelse med bornholmernes tilbageerobring af øen til den danske konge.